# Michael Bakewell
Michael Bakewell est un producteur de télévision et de radio britannique. Il a notamment adapté Le Seigneur des anneaux en série radiophonique en 1981.